# Estádio dos Plátanos
Estádio dos Plátanos – stadion piłkarski, w Santa Cruz do Sul, Rio Grande do Sul, Brazylia, na którym swoje mecze rozgrywa klub Esporte Clube Santa Cruz.